# Sainte-Barbe (Wogezy)
Sainte-Barbe – miejscowość i gmina we Francji, w regionie Grand Est, w departamencie Wogezy.
Według danych na rok 1990 gminę zamieszkiwało 251 osób, a gęstość zaludnienia wynosiła 8 osób/km² (wśród 2335 gmin Lotaryngii Sainte-Barbe plasuje się na 796. miejscu pod względem liczby ludności, natomiast pod względem powierzchni na miejscu 54.).